# Protorthodes lindrothi
Protorthodes lindrothi là một loài bướm đêm trong họ Noctuidae.